# Coruncanius
Coruncanius war der Gentilname der plebejischen römischen Gens Coruncania.
Meist wird angenommen, dass die Familie aus Tusculum stammte. Dies geht zumindest aus einer Aussage Ciceros in der Rede Pro Cn. Plancio hervor. Tacitus gibt jedoch eine Rede des Kaisers Claudius wieder, der zufolge die Coruncanii aus Camerium stammen. Hans Georg Gundel zieht auch in Betracht, dass die Coruncanii ursprünglich in Camerium gewohnt haben, dann nach Tusculum gezogen und erst von dort aus nach Rom gekommen sind.
Das erste Mitglied der Familie, das einflussreiche Ämter in der römischen Politik bekleidete, war Tiberius Coruncanius, Konsul im Jahr 280 v. Chr., der 254 v. Chr. Pontifex Maximus wurde und 246 v. Chr. Diktator zum Abhalten von Wahlen war. Aus den Fasti Capitolini ist bekannt, dass dessen Großvater und Vater auch Tiberius Coruncanius hießen.
Zwei Mitglieder der Familie (laut Polybios Gaius und Lucius, laut Plinius dem Älteren Publius und Tiberius) wurden 228 v. Chr. vom Senat zur illyrischen Königin Teuta geschickt, um sich bei dieser über die Überfälle illyrischer Piraten auf römische Schiffe zu beschweren. Bei der Abfahrt ließ Teuta die beiden gefangen nehmen, wobei der jüngere (möglicherweise Lucius) ums Leben kam. Daraufhin brach der Erste Illyrische Krieg aus. Wer von den beiden Gesandten wie mit dem Konsul von 280 v. Chr. verwandt ist (Sohn oder Bruder), ist nicht geklärt.
In der Folgezeit trat die Familie nur noch selten politisch in Erscheinung; historische Zeugnisse existieren, sind aber selten.